# Titicus (rzeka)
Rzeka Titicus, znana również jako Buffalo Creek – rzeka w stanach Connecticut oraz Nowy Jork, w hrabstwach, odpowiednio: Fairfield oraz Putnam, należąca do nowojorskiej sieci wodociągowej. Powierzchnia cieku nie została oszacowana przez USGS, natomiast powierzchnia zlewni wynosi około 62 km² (28,3 mili kwadratowej).
Na rzece utworzono zbiornik retencyjny Titicus Reservoir.
Główne dopływy rzeki to: Mopus Brook oraz Crook Brook.